# Felix z Cantalice
Svatý Felix z Cantalice (18. května 1515 – 18. května 1587) byl příslušníkem řádu kapucínů. Mezi bratřími, považovanými za otce kapucínské reformy, je sv. Felix z Cantalice druhým, hned po Bernardinovi v Asti. Byl vzorem pro mnoho bratří, kteří vstoupili do řádu po jeho smrti o tom svědčí to, že v roce 1650 se asi z 11 000 italských kapucínů jmenovalo 277 Felix, a roku 1966 nekrologium římské provincie zaznamenává 217 bratří nosících toto jméno.

## Život

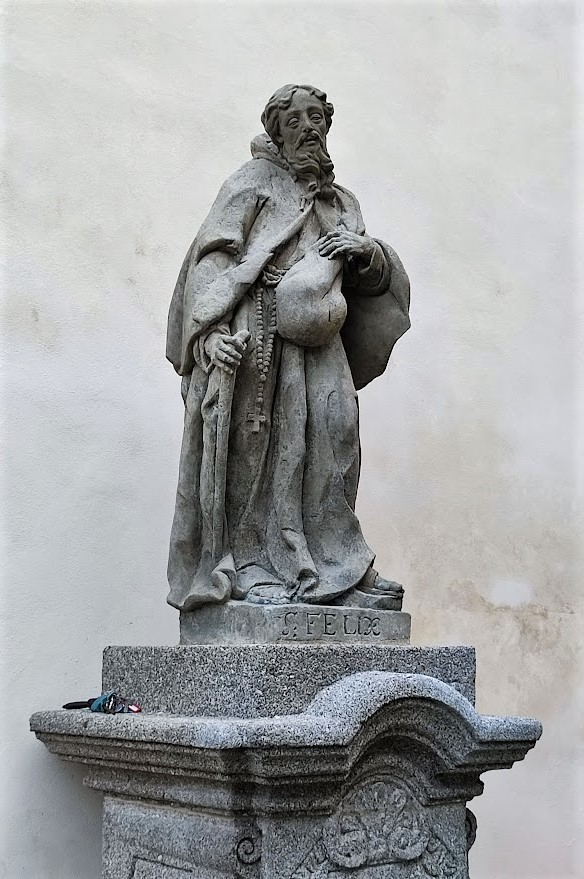
Socha sv. Felixe z Cantalice před zámeckou kaplí v Osečanech

Svatý Felix z Cantalice se narodil ve venkovské rodině v obci Cantalice na úpatí Apenin, poblíž města Rieti, v roce 1515. Až do třiceti let pracoval na polích jako rolník. V roce 1543 nebo 1544 vstoupil jako bratr laik do řádu Kapucínů a po roce noviciátu v klášteře v Anticoli di Campagna (dnes Fiuggi) složil dne 18. května 1545 v konventu Monte San Giovanni řeholní sliby a po třináct let, od roku 1574 až do své smrti v roce 1587, chodil po Římě prosit o milodary pro svůj klášter San Niccolo dei Porvi (dnes Santa Croce dei Lucchesi). Svými bratry v klášteře byl považován za řadového dobrého řeholníka, až po jeho smrti se díky procesím lidí ze všech společenských vrstev, kteří přicházeli uctít jeho tělo, dozvěděli o jeho životě více. Díky přísnému režimu je dnes známo, co sv. Felix dělal celý den hodinu po hodině. Kdy se bičoval, kdy chodil vybírat almužny, kdy navštěvoval nemocné v klášteře i mimo něj, kdy vyřezával neumělé dřevěné křížky pro věřící, kteří je po něm chtěli. Byl znám jako vizionář, vícekrát se mu zjevilo dítě Ježíš..
Zemřel ve věku 72 let poté, co se mu na smrtelné posteli údajně zjevila Panna Marie. Byl pochován v kostele Neposkvrněného početí Panny Marie na via Veneto. Bylo zaznamenáno velké množství zázraků, které se po jeho smrti udály na jeho hrobě. O jeho zázracích však svědčili výlučně lidé, kteří nepocházeli z kapucínského řádu. Členové řádu o nich buď nevěděli, nebo nepovažovali za vhodné o nich vyprávět.

## Působení
Úkolem sv. Felixe z Cantalice, bylo sbírání almužen v římských ulicích. Ještě za svého života učil některé bratry, jak se modlit a jak prosit o almužnu. Ne vždy to však dělal zdvořile a ohleduplně. Na druhou stranu se sv. Felix z Cantalice proslavil svým poděkováním za dar, řekl „Deo Gratias“, avšak těm, kteří mu nic nedali takto odpovídal také. Proto byl později znám v Římě pod jménem „bratr Deo Gratias“. Byl prostým avšak moudrým člověkem. Učil mladé chlapce písničkám a sám vedl tento pěvecký sbor jako dirigent. Sv. Filip Neri si ho brzy povšiml a přátelil se s ním. Když jej potkal na ulici, přede všemi jej požádal o radu a poučení. Sv. Felixe z Cantalice si vážil i sv. Karel Boromejský a spolu s ním mnoho dalších prelátů.

## Kanonizace
Sv. Felix z Cantalice zemřel jako svatý vyznavač přirozenou smrtí dne 18. května 1587. Papež Sixtus V. ihned přikázal zahájit informativní proces, který byl ukončen mezi 10. červnem a 10. listopadem 1587. Nový kanonizační proces se uskutečnil v letech 1614-1616. Dne 1. října 1625 byl prohlášen papežem Urbanem VII. blahoslaveným. 27. dubna 1631 bylo tělo sv. Felixe z Cantalice převezeno z kostela sv. Mikuláše do nového kláštera Neposkvrněného početí Panny Marie. Dne 22. května 1712 byl papežem Klementem XI. svatořečen.

## Modlitba
Sladká lásko, Ježíši, nad všechnu lásku sladší, v srdce mi vepiš, jak jsi mne miloval. Jezu, tys můj stvořitel, jak Tebe milovat bych chtěl. Jezu, Jezu, Jezu, vezmi mé srdce a už mi ho nevracej. Ježíši, Ježíši, synáčku Mariin, ten, kdo má tebe, nic už mu neschází. Kdo svírá pevně kříž k tomu Kristus přichází do ráje ho provází a k nebi je blíž. Na této zemi naší pěkná růžička raší nádherná Panenka Matka Boží. Kříž Kristův na mém čele slova Kristova v mých ústech v srdci mém Kristova láska poroučím se Kristu Pánu Matkou mám Marii Pannu.

## Zobrazení
Svatý Felix z Cantalice je obvykle zobrazován jako zralý muž s dlouhým plnovousem, oděný v kapucínském rouchu, jímž je hnědá františkánská kutna s dlouhou kapucí, zavedená Matteem da Bassiem. U pasu mívá zavěšený růženec. Jako atributy drží v ruce poutnickou hůl, někdy i mošnu nebo pytel, ze kterého rozdává chleba. V epických scénách bývá vyobrazen s Pannou Marií a Ježíškem, také na smrtelném loži, u kterého se zjevuje Panna Maria.
V období baroka si jeho obrazy nebo sochy objednávali šlechtici, aby jimi dali najevo svou dobročinnost.

### Česko
Socha sv. Felixe z Cantalice se nachází např. na Plášťovém mostě v Českém Krumlově.